# Пойрино
Пойрѝно (на италиански: Poirino; на пиемонтски: Poirin, Пойрин) е град и община в Метрополен град Торино, регион Пиемонт, Северна Италия. Разположен е на 249 m надморска височина. Към 1 януари 2020 г. населението на общината е 10 293 души, от които 711 са чужди граждани.